# La piel más temida
La piel más temida es una película dramática colombo-peruana de 2023 dirigida, escrita y producida por Joel Calero. Está protagonizada por Juana Burga  acompañada de Amiel Cayo, Lucho Cáceres, María Luque y Katerina D'Onofrio. Se trata de la segunda película de la tetralogía de la memoria del director Calero, tras Una última tarde (2016).

## Sinopsis
Alejandra, una mujer universitaria de 27 años residente en Suecia, arriba a Cusco. La localidad le parece esencialmente extraño, pues ella y su madre abandonaron el país hace 22 años. Su único propósito al regresar es vender, junto a su tío Américo, la casa colonial de su familia materna. Sin embargo, encontrará un nuevo propósito para reconectarse con su tierra cuando descubra que su padre, quien la abandonó cuando ella tenía 3 años, sigue vivo y encarcelado por participar en la organización terrorista Sendero Luminoso.

## Reparto
- Juana Burga como Alejandra
- Amiel Cayo como Víctor
- Lucho Cáceres como Américo
- María Luque como Dominga
- Katerina D'Onofrio

## Producción
El rodaje estaba programado para comenzar en mayo de 2020, pero se retrasó debido a la pandemia de COVID-19. La producción duró mes y medio, y se realizó en Andahuaylillas, Maras, Anta, Tocto y Cusco.

## Estreno
La película tuvo su estreno mundial el 13 de agosto de 2023, en la sección Galas del 27° Festival de Cine de Lima. Su estreno comercial se realizó el 25 de abril de 2024 en salas peruanas.

## Recepción
En el primer día de su exhibición comercial, la película alcanzó los 925 espectadores. La crítica especializada alabó su representación de la introspección de la protagonista extranjera inmersa en el conflicto armado interno. La periodista Guadalupe Pérez elogió su exploración del viaje interior de Alejandra, mientras que Milton Calopiña, de Cinencuentro, destacó la veracidad y credibilidad de la abuela paterna de Alejandra, Dominga, personaje interpretado por María Luque, cuya evolución trasmite la transformación desde la desconfianza inicial hacia la empatía y el afecto maternal.
Posteriormente, el estreno de La piel más temida generó controversia a raíz de las críticas formuladas por Francisco de Piérola, columnista de Expreso y presentador en Canal N, quien alegó que la cinta idealizaba a los integrantes de un grupo armado. En respuesta a dichas críticas, el director del filme participó en un programa conducido por Piérola para exponer su defensa. La controversia contribuyó a incrementar la asistencia, alcanzando los 2500 espectadores en un solo día y situándose en el octavo puesto entre las películas más vistas. El periodista Renato Cisneros afirmó que la película no romantizaba el terrorismo y que «alegar que promueve el pensamiento senderista revela [insensibilidad ante sus temas fundamentales] y falta de valor para debatirlos».
El historiador Antonio Zapata señaló que las críticas negativas de Piérola a la película reflejan la ausencia de consenso dos décadas después de la creación de la Comisión de la Verdad y Reconciliación. Además, el portal Cinencuentro publicó un artículo que analiza el impacto de los intentos de censura por parte de la extrema derecha sobre la película, comparándolo con una escena de American Fiction que alude a la cultura de la cancelación. El portal El Foco señaló que Diego Acuña, fundador del Instituto de Libertad y Acción para el Desarrollo, habría emprendido una campaña de acoso contra la película con el apoyo de grupos conservadores.

## Reconocimientos
| Año  | Premio / Festival | Categoría               | Recipiente  | Resultado | Ref.   |
| ---- | ----------------- | ----------------------- | ----------- | --------- | ------ |
| 2024 | XV Premios APRECI | Mejor actriz de reparto | María Luque | Ganadora  | [ 22 ] |